# Liste de titres de chef d'État
Des titres équivalents à ceux de chef ou de guide sont utilisés, de manière officielle ou non, par les dirigeants de divers régimes ou courants politiques, notamment dans un contexte de dictature :
- Caudillo : titre espagnol utilisé notamment par le général Franco, a une consonance plus militaire et même religieuse. Le révolutionnaire mexicain Emiliano Zapata était El Caudillo del Sur (Caudillo du Sud).
- Chef :
  - Chef de l'État français : utilisé par Philippe Pétain, à la place du titre de Président de la République.
  - Ferenc Szálasi, chef du gouvernement d'unité nationale hongrois du Parti des croix fléchées, était également chef de l'État du Royaume de Hongrie, avec le titre de chef de la Nation (Nemzetvezető).
  - Le révolutionnaire mexicain Venustiano Carranza s'était autoproclamé Primer Jefe (premier chef)
  - Le président mexicain Plutarco Elías Calles était qualifié de « Jefe Máximo » durant sa dictature de fait, le Maximato.
- Conducător. : terme utilisé par les dictateurs roumains, Ion Antonescu, et le communiste Nicolae Ceaușescu. L'Argentin Juan Peron avait choisi quant à lui le surnom de Conductor.
- Duce (du latin Dux, soit chef ou guide) : utilisé par les partisans de Benito Mussolini, président du Parti national fasciste. C'est au cours de sa période socialiste que Mussolini fut qualifié pour la première fois de Duce, selon un terme en usage dans la gauche italienne[1].
- Fører : utilisé par les partisans de Vidkun Quisling, chef du Nasjonal Samling et Ministre-président du Gouvernement national de Norvège.
- Führer : (dérivé du verbe allemand führen, soit dirigeant, chef ou guide), utilisé pour désigner le dictateur nazi Adolf Hitler.
- Guide :
  - Joseph Staline fut nommé le « dirigeant suprême » de l'URSS et « Vojd » (« Guide »). La propagande communiste fit aussi de lui le « Grand Guide des Peuples », le « Père des Nations », le « Père des peuples ».
  - Le colonel libyen Mouammar Kadhafi était quant à lui qualifié de « Guide de la Révolution ».
- Grand Timonier : surnom de Mao Zedong en Chine
- Leader :
  - Fidel Castro se faisait appeler Líder Máximo à Cuba.
  - Kim Il-sung était le « Grand Leader » de la Corée du Nord, son fils Kim Jong-il étant quant à lui surnommé « Cher Leader » (également traduit par « Dirigeant bien-aimé » ou « Cher Dirigeant »).
- Poglavnik  (soit dirigeant) : utilisé pour désigner Ante Pavelić, président de l'État indépendant de Croatie.